# Guignardia dieffenbachiae
Guignardia dieffenbachiae är en svampart som beskrevs av Gonz. Frag. & Cif. 1927. Guignardia dieffenbachiae ingår i släktet Guignardia och familjen Botryosphaeriaceae.   Inga underarter finns listade i Catalogue of Life.